# Flavio Manzoni
 (novembre 2022).
Si vous disposez d'ouvrages ou d'articles de référence ou si vous connaissez des sites web de qualité traitant du thème abordé ici, merci de compléter l'article en donnant les références utiles à sa vérifiabilité et en les liant à la section « Notes et références ».
Flavio Manzoni (né le 7 janvier 1965 à Nuoro) est un architecte designer automobile italien, directeur du design chez Ferrari depuis 2010.
En tant que directeur du design chez Ferrari depuis janvier 2010, il a joué un rôle essentiel dans la création de nombreux modèles emblématiques de Ferrari, dont la LaFerrari. Voici quelques-uns de ses projets les plus célèbres :
1. La F12 Berlinetta, réalisée en collaboration avec Pininfarina et le Centre de style Ferrari, a remporté le prestigieux Compasso d’oro en 2014.
2. La FXX K, qui a également reçu le Compasso d’oro en 2016.
3. La Monza SP1, distinguée par le Compasso d’oro en 2020.
4. La Ferrari J50, pour laquelle il a reçu une mention d’honneur de l’ADI en 2018.
5. La Ferrari 12Cilindri, récompensée par le Compasso d’oro en 2024[2].

En outre, Flavio Manzoni a conçu (avec Alberto Dilillo) le concept Lancia Fulvia Coupé, présenté au salon de l’automobile de Francfort en 2003. Il a également été le directeur créatif du groupe Volkswagen pendant les années 2000 et 2009. Son travail a contribué à l’évolution du design automobile et à la renommée italienne dans ce domaine.

## Biographie
Flavio Manzoni naît le 7 janvier 1965 à Nuoro en Sardaigne. Diplômé d'architecture de l'Université de Florence, avec une spécialisation en design industriel, il rejoint en 1993 le bureau d'étude design Lancia, dont il devient trois ans plus tard, responsable du design intérieur des automobiles de la marque. Il travaille entre autres sur les intérieurs des Lancia Dialogos et Maserati 3200 GT.
En 1999 il devient responsable design intérieur chez Seat du groupe Volkswagen à Barcelone, et travaille entre autres sur les Seat Altea, Seat León, Seat Salsa et Seat Tango.

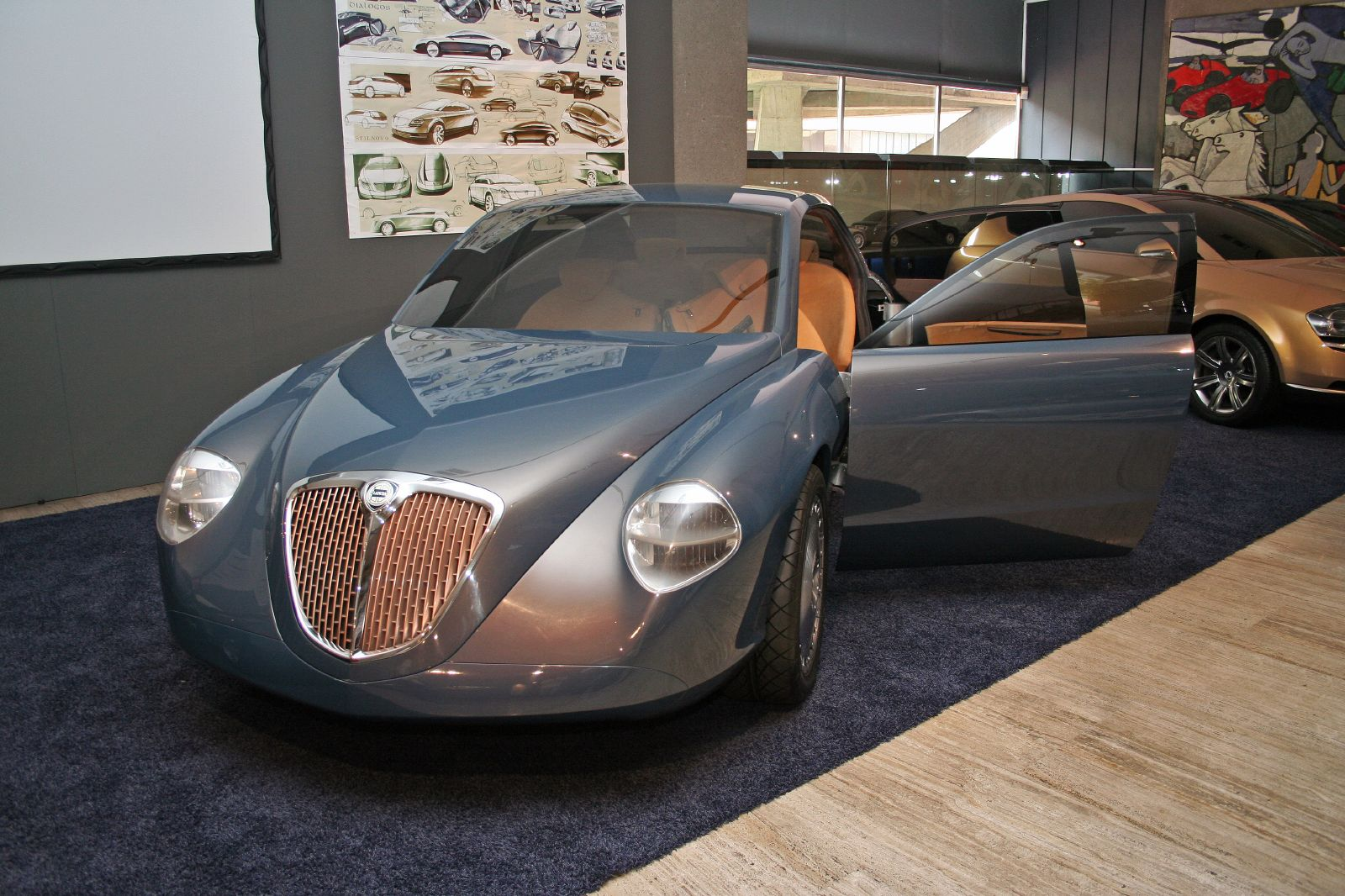
Lancia Dialogos
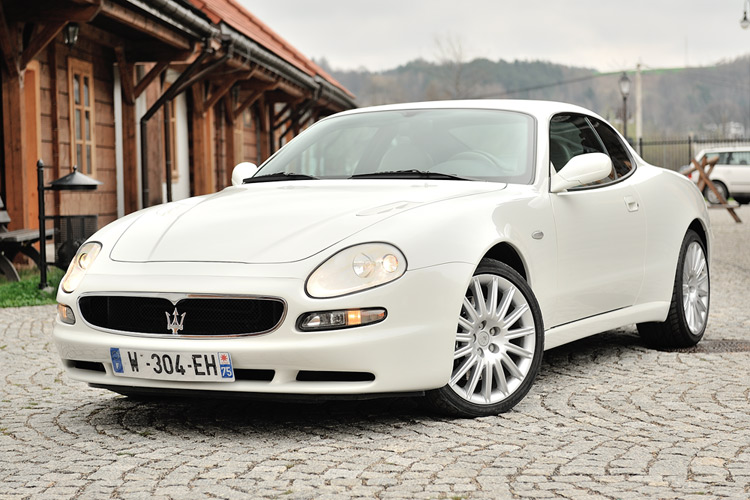
Maserati 3200 GT
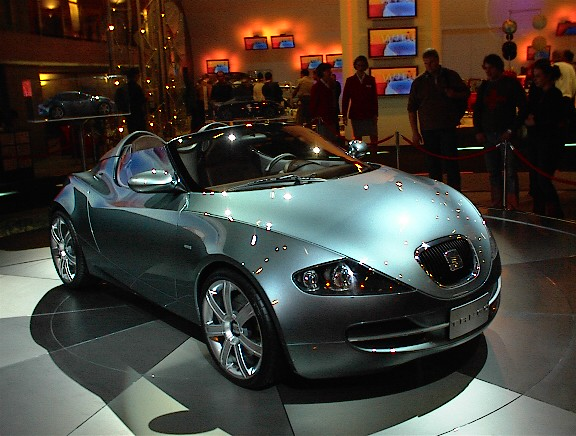
Seat Tango
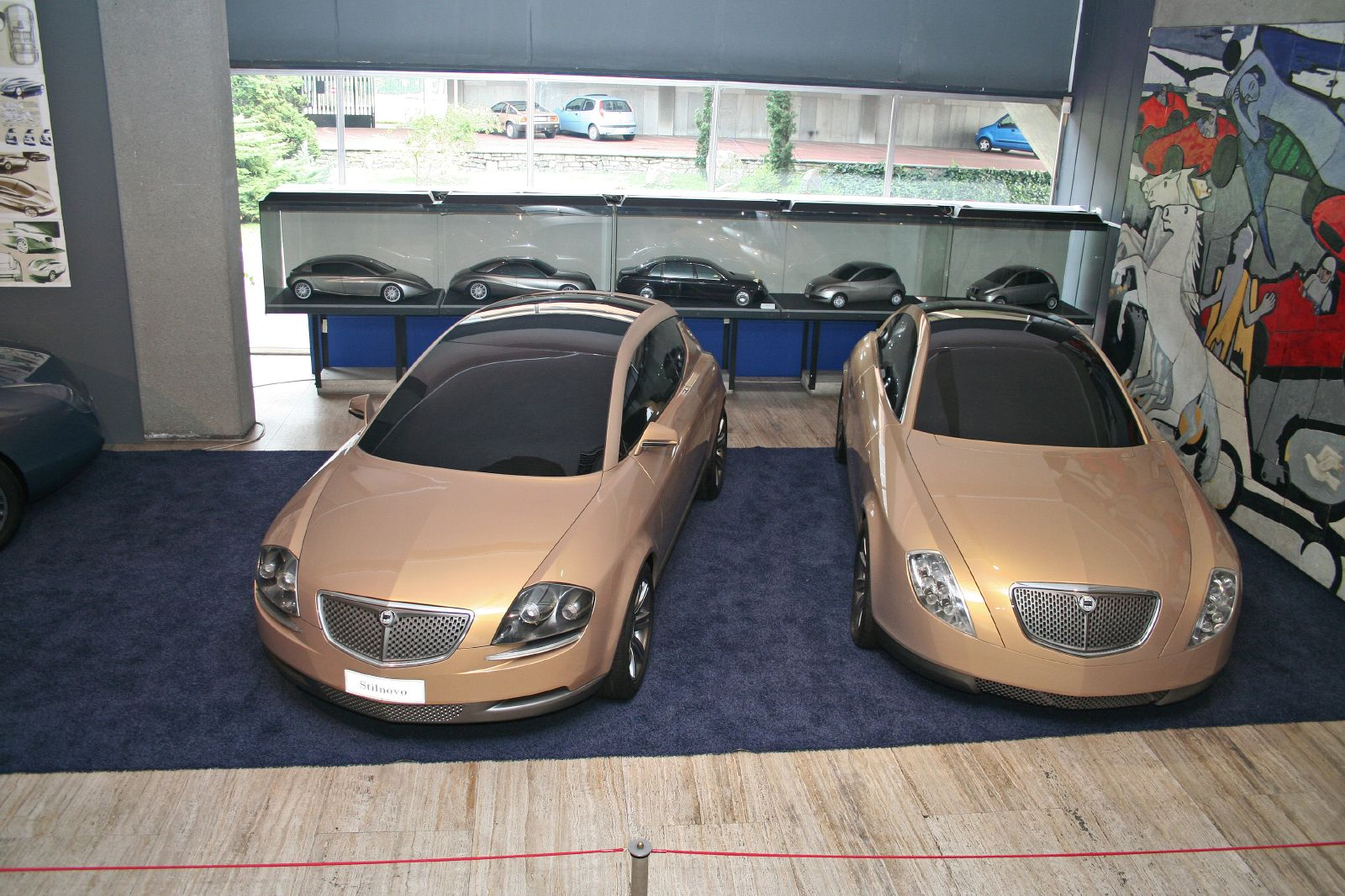
Concept Lancia Stilnovo et Lancia Granturismo Stilnovo
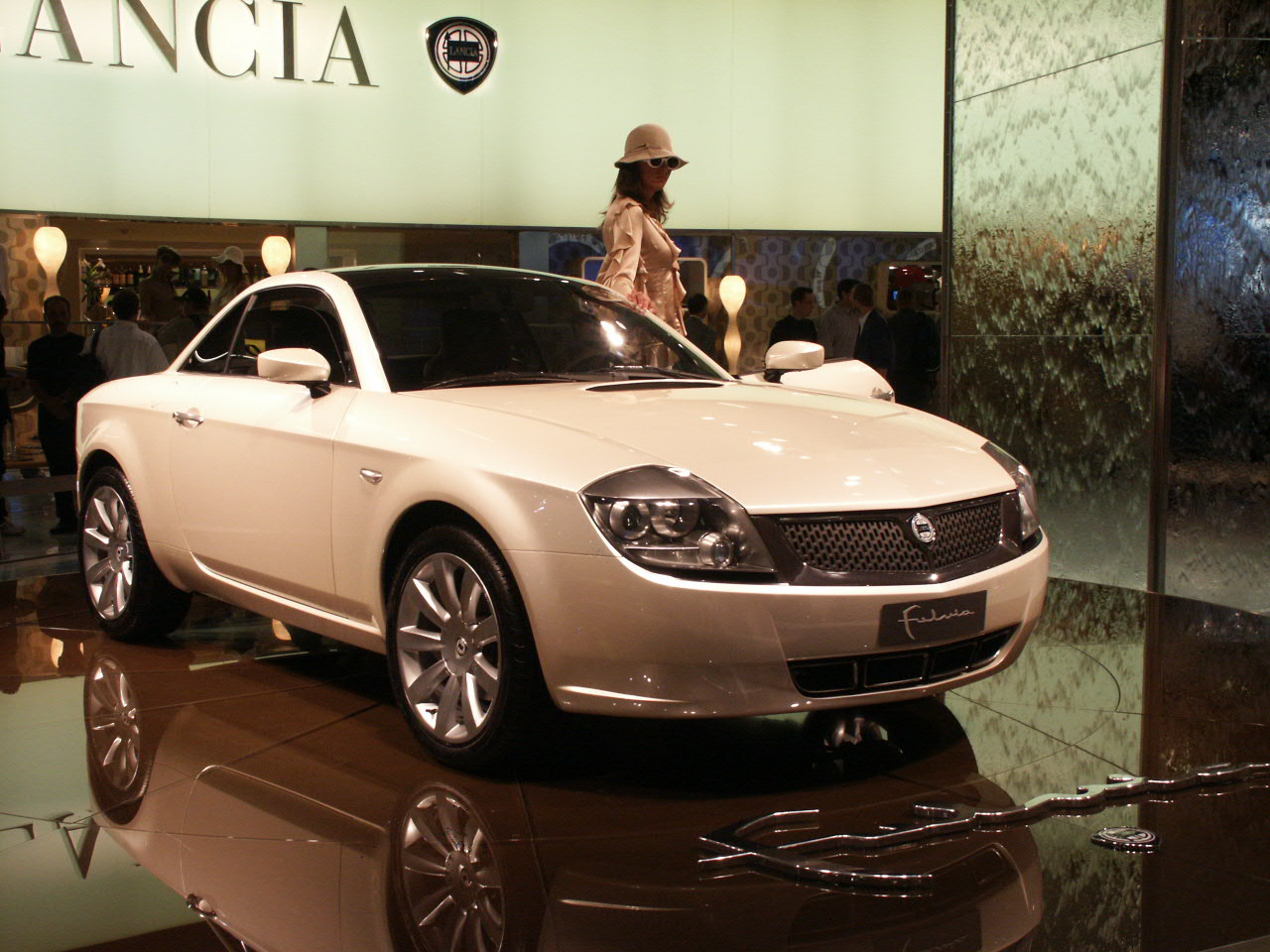
Conceptcar Lancia Fulvia Coupé

En 2001 Flavio Manzoni est de retour chez Lancia et travaille sur une série de concept cars dont les Lancia GT Stilnovo, Lancia Fulvia coupé, Lancia Ypsilon et Lancia Musa vainqueurs de l'« European Design Award automobile » de 2003.

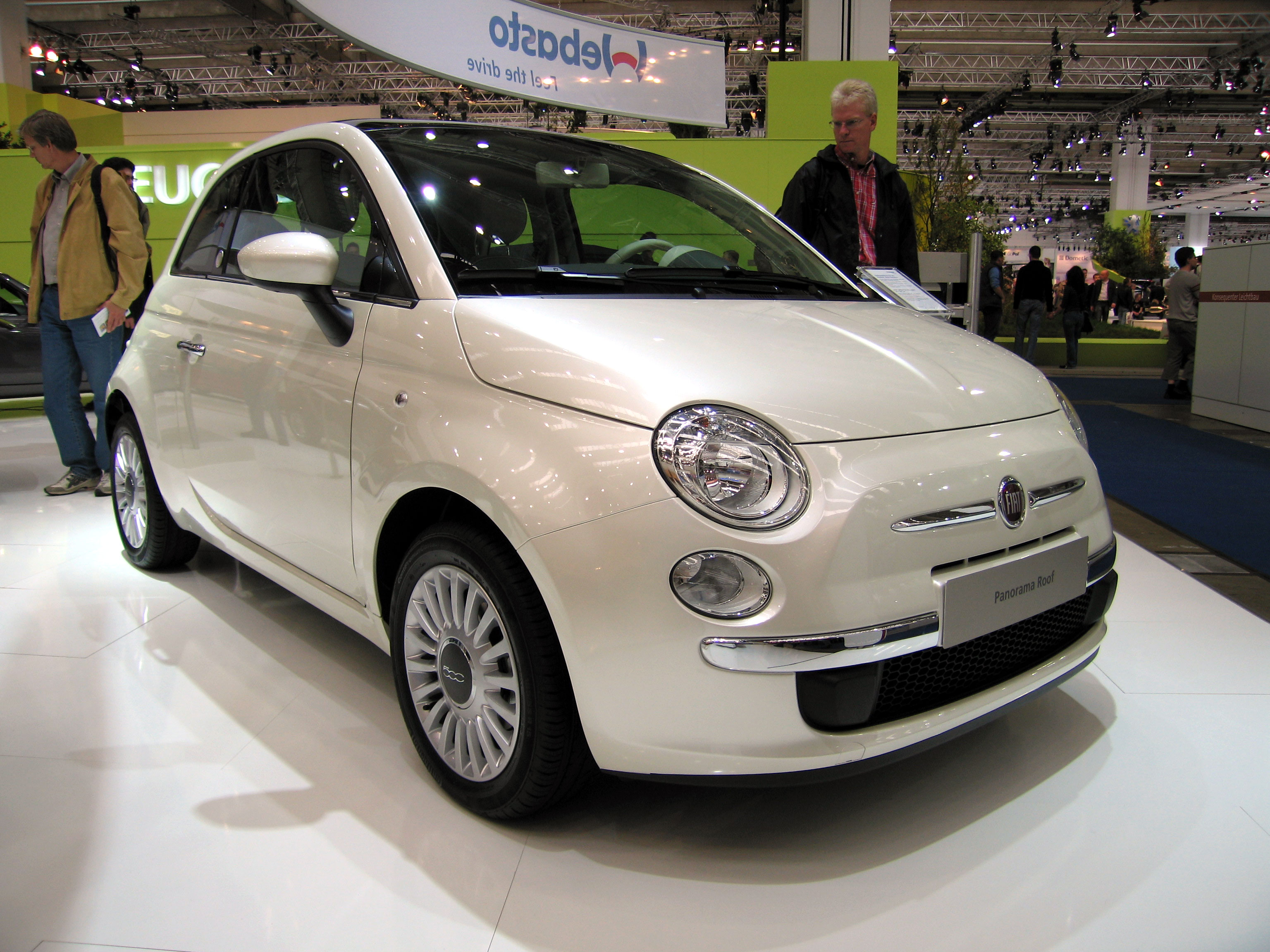
Fiat 500 (2007)
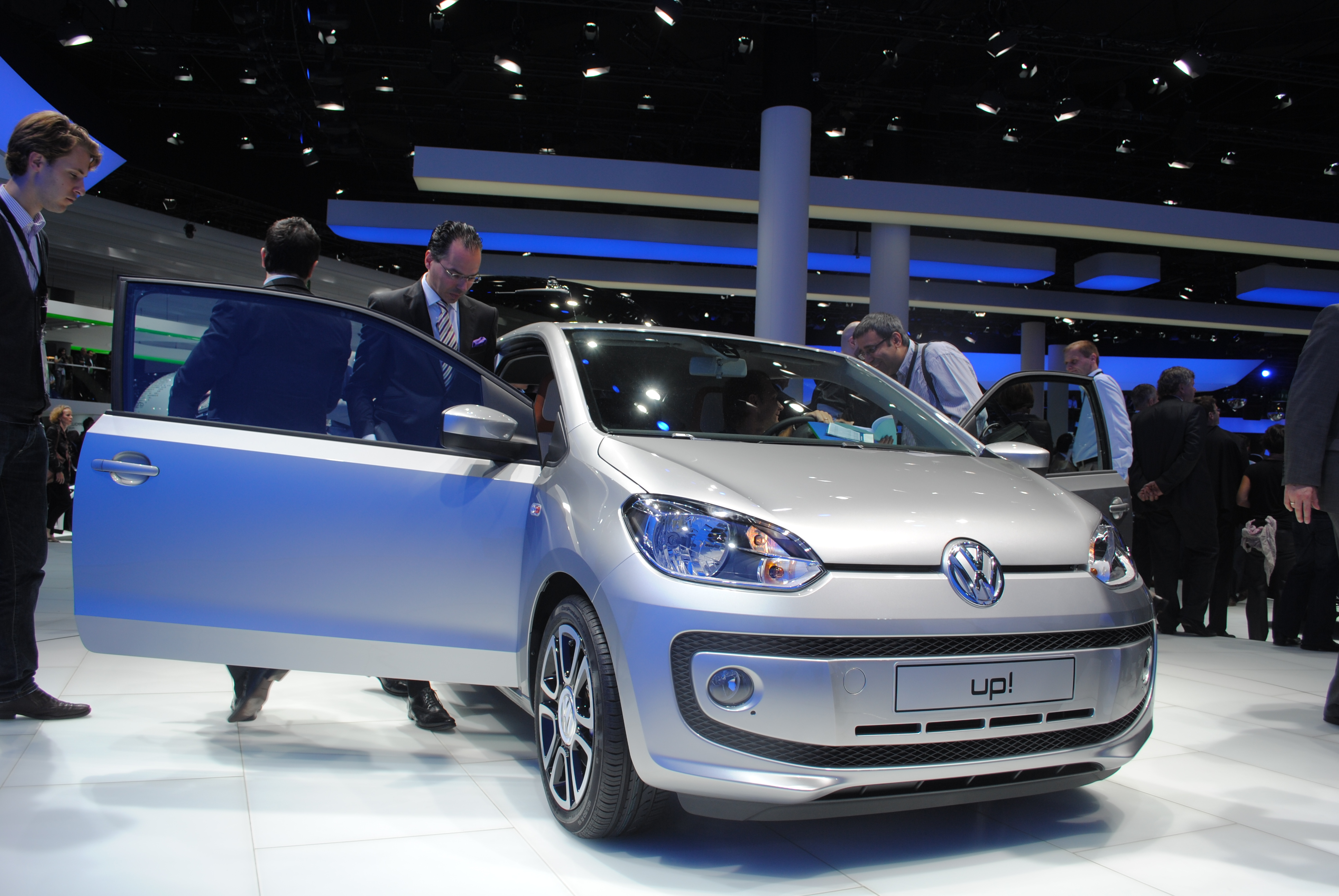
Volkswagen up!
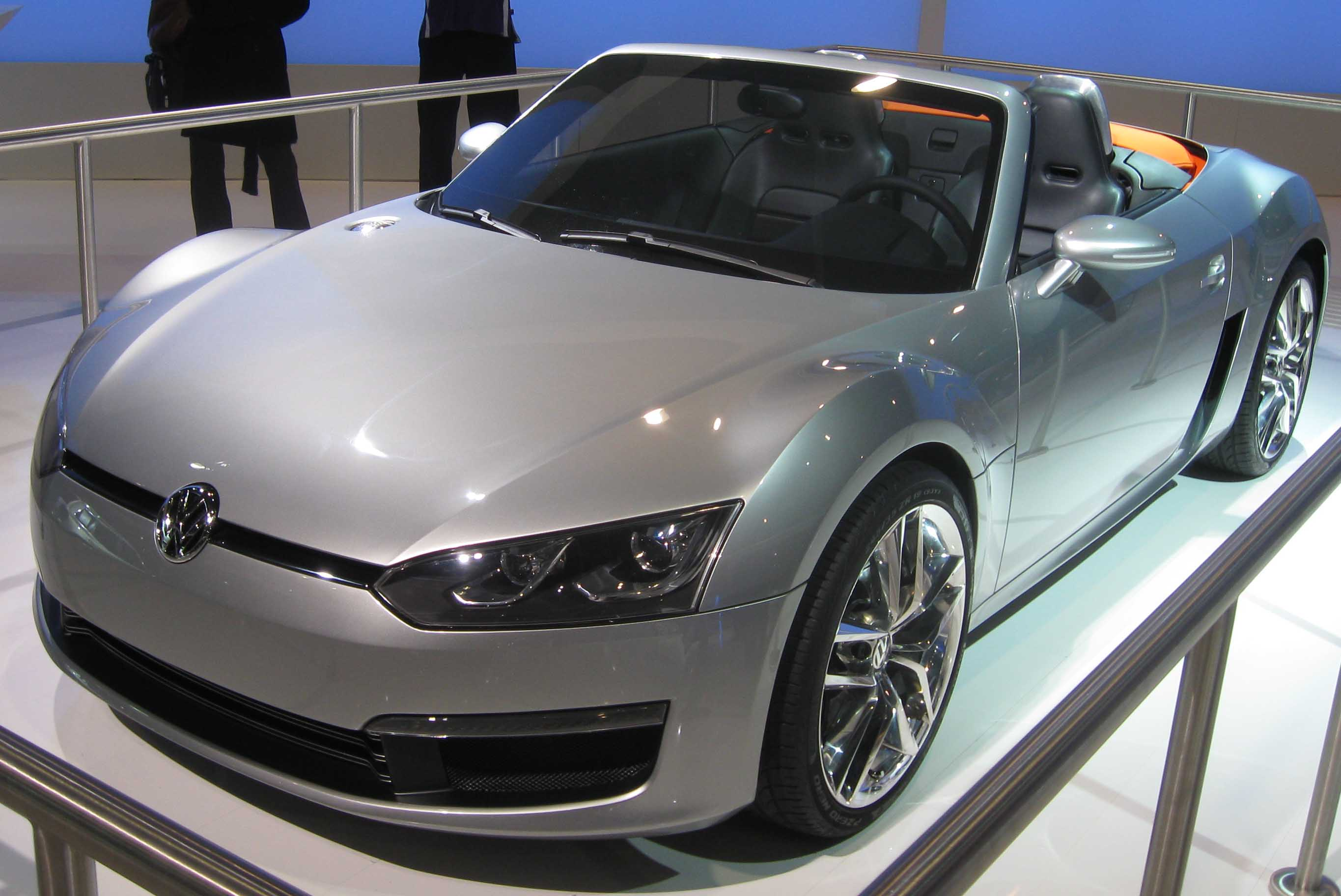
Volkswagen BlueSport Concept
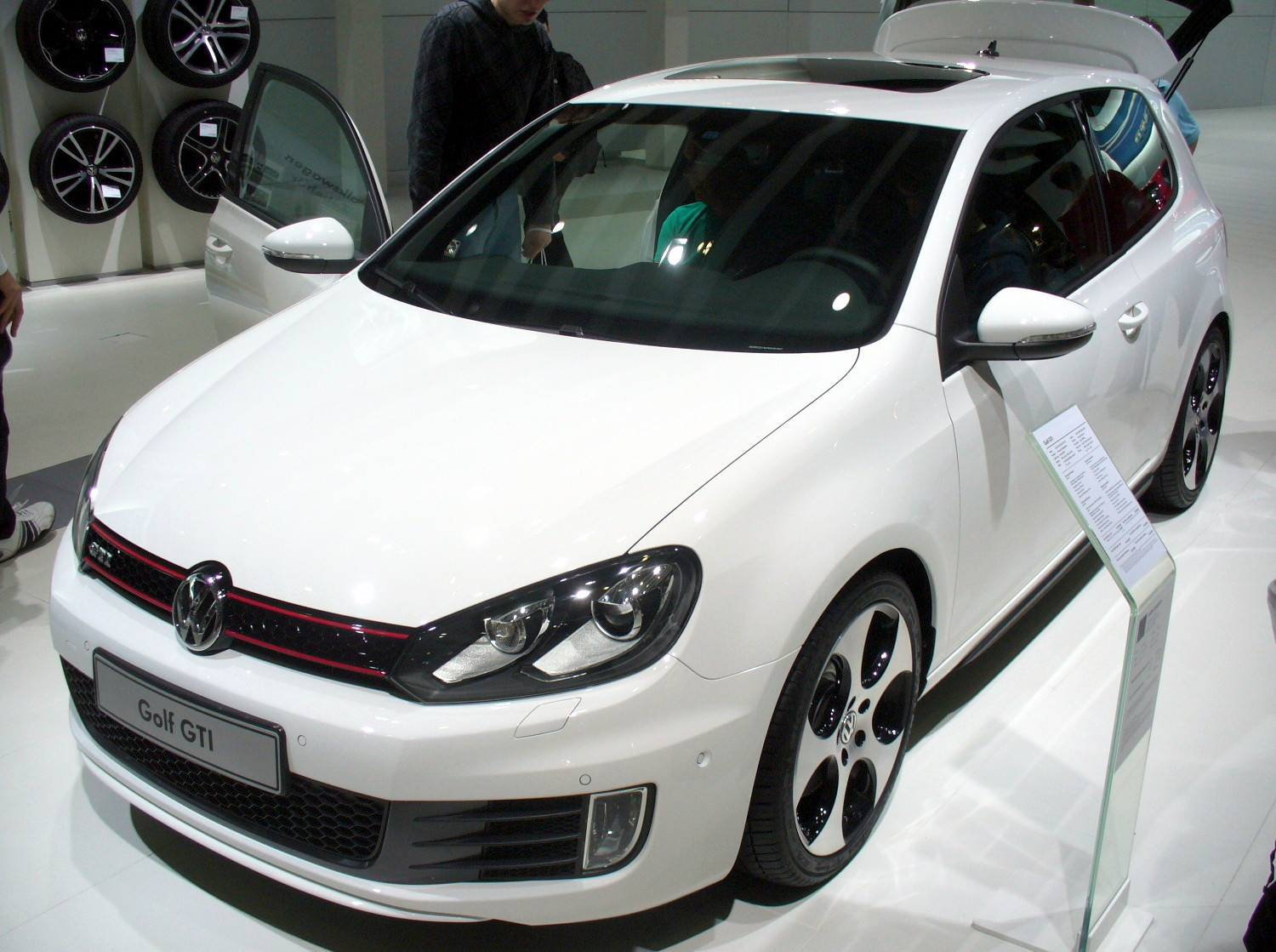
Volkswagen Golf VI
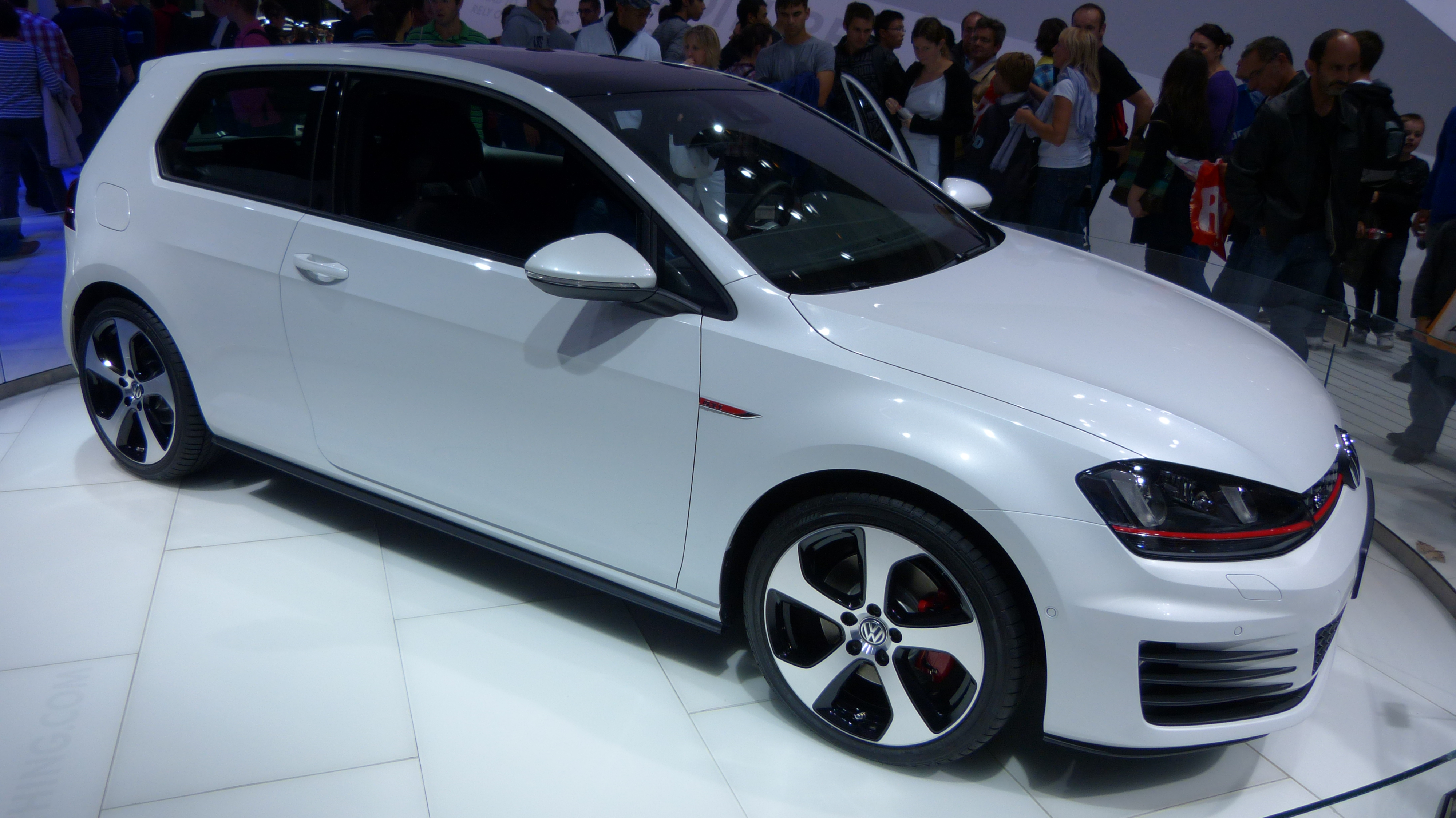
Volkswagen Golf VII

En 2004 il est nommé directeur du centre de design de Fiat / Lancia et travaille en particulier sur la conception des Fiat Punto III, Fiat 500 (2007), Fiat Bravo II 2007 et Fiat Qubo.
En 2006, avec d'autres auteurs, il écrit le livre "L'automobile italiana" aux éditions Giunti, la même année il rejoint le groupe Volkswagen pour rejoindre Audi, devenant en février 2007 le directeur artistique du pôle "nord" du groupe Volkswagen, où il débute travailler sur une nouvelle image stylistique des marques Volkswagen, Skoda, Bentley et Bugatti. Il a conçu le Concept Up!, Suivi du modèle Scirocco et du restyling de la Volkswagen Golf, baptisée Golf VI, présentant la version "Golf Plus" au salon de Bologne en 2008. En 2007 également, il est devenu membre du jury iF-Award Product Design.

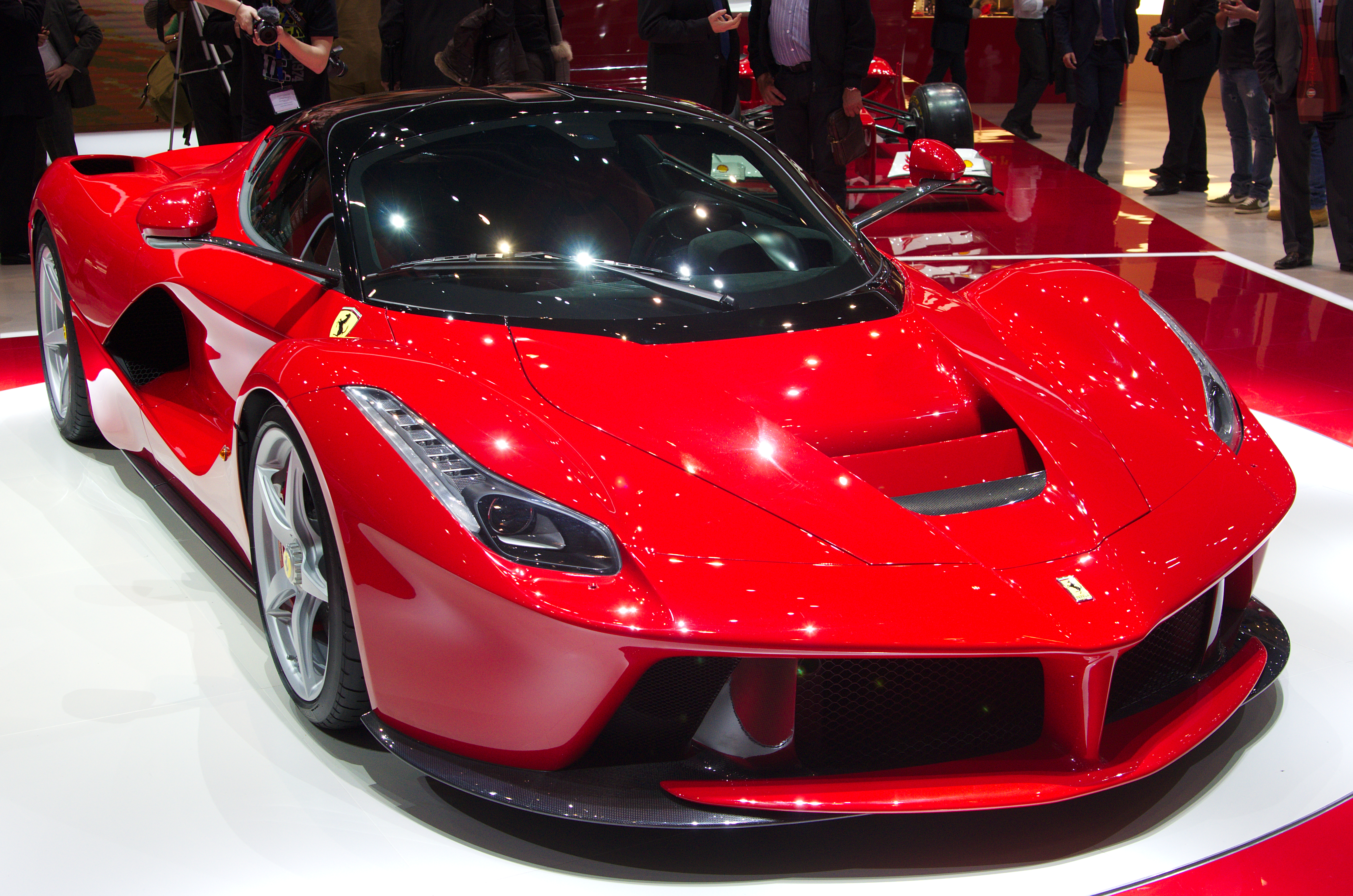
Ferrari LaFerrari

En janvier 2010, à l'âge de 44 ans, il revient au groupe Fiat pour succéder aux designers Frank Stephenson et Donato Coco au poste de directeur du design chez Ferrari aux côtés du PDG Amedeo Felisa. Il a pour tâche de rapatrier en interne une partie des activités historiquement confiées à Pininfarina et de développer les hautes technologies sur les futurs modèles. Il conçoit et produit entre autres les Ferrari FF, Ferrari SA Aperta, Ferrari F12berlinetta, Ferrari LaFerrari, Ferrari FXX K, Ferrari 488, Ferrari GTC4Lusso.
Il crée un Style Center[Quoi ?] interne, complet et autonome pour la première fois dans l'histoire de la marque. La première voiture de série qu'il a développée était la Ferrari FF. Il a présenté le roadster Ferrari SA Aperta au Mondial de l'Automobile de Paris 2010. En 2012, il a présenté la Ferrari F12berlinetta héritière de la Ferrari 599 GTB Fiorano et la première Ferrari développée par le Ferrari Style Center en collaboration avec Pininfarina [8][Quoi ?] au Salon de Genève. Avec la F12berlinetta, il a remporté le Auto Bild Design Award 2012[réf. nécessaire], en tant que plus belle voiture d'Europe, et le volant d'or[réf. nécessaire].

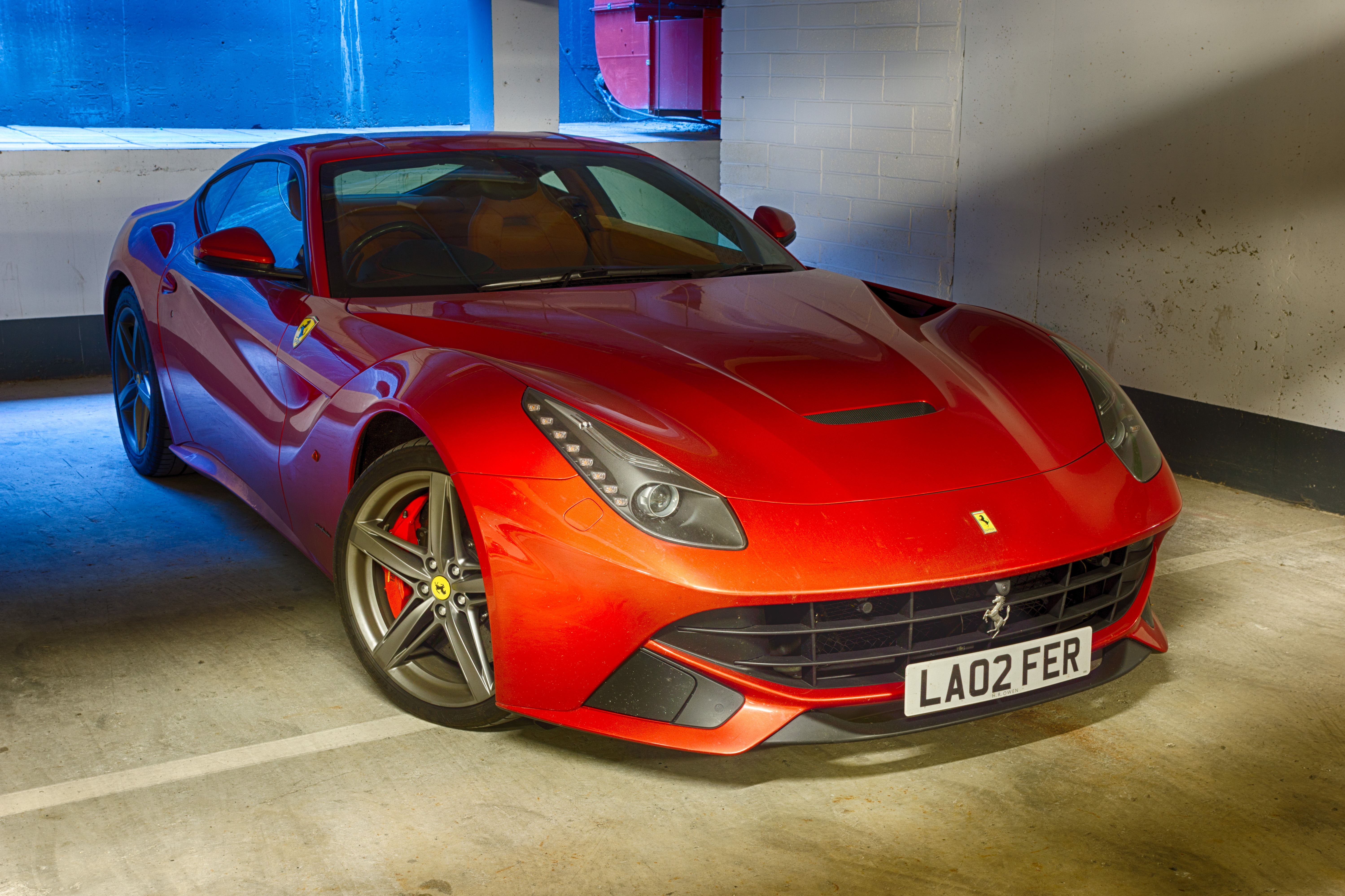
Ferrari F12 Berlinetta

En 2013, il a fait l'héritier de Ferrari Enzo: LaFerrari[pas clair]. Il a supervisé la refonte allégée et aérodynamique de la Ferrari 458 Speciale. En 2011, Flavio Manzoni a été intronisé[réf. nécessaire] au Temple de la renommée du design automobile du Musée national de l'automobile de Turin, en Italie.
En décembre 2014, sur le circuit de Yas Marina à Abu Dhabi (EAU), la FXX K (avec laquelle Ferrari remporte le deuxième Compasso d'Oro) a été présentée, la Ferrari la plus puissante jamais conçue, basée sur l'architecture du premier hybride de Maranello. La LaFerrari, qui est un tout nouveau véhicule, également dans le design de Manzoni. En décembre 2016, la Ferrari J50 a été présentée à Tokyo. Conçue par Flavio Manzoni avec le centre de style Ferrari, c'est une voiture de sport produite en édition limitée pour célébrer les cinquante ans de présence de Ferrari au Japon.
Parmi ses dernières œuvres figurent la F12 TdF (Tour de France), la version la plus extrême de la F12berlinetta, la Ferrari GTC4Lusso, le coupé quatre places sophistiqué de 690 ch, la voiture de sport 488GTB et la version ouverte 488 Spider et la California T, avec d'importantes innovations techniques[réf. nécessaire].

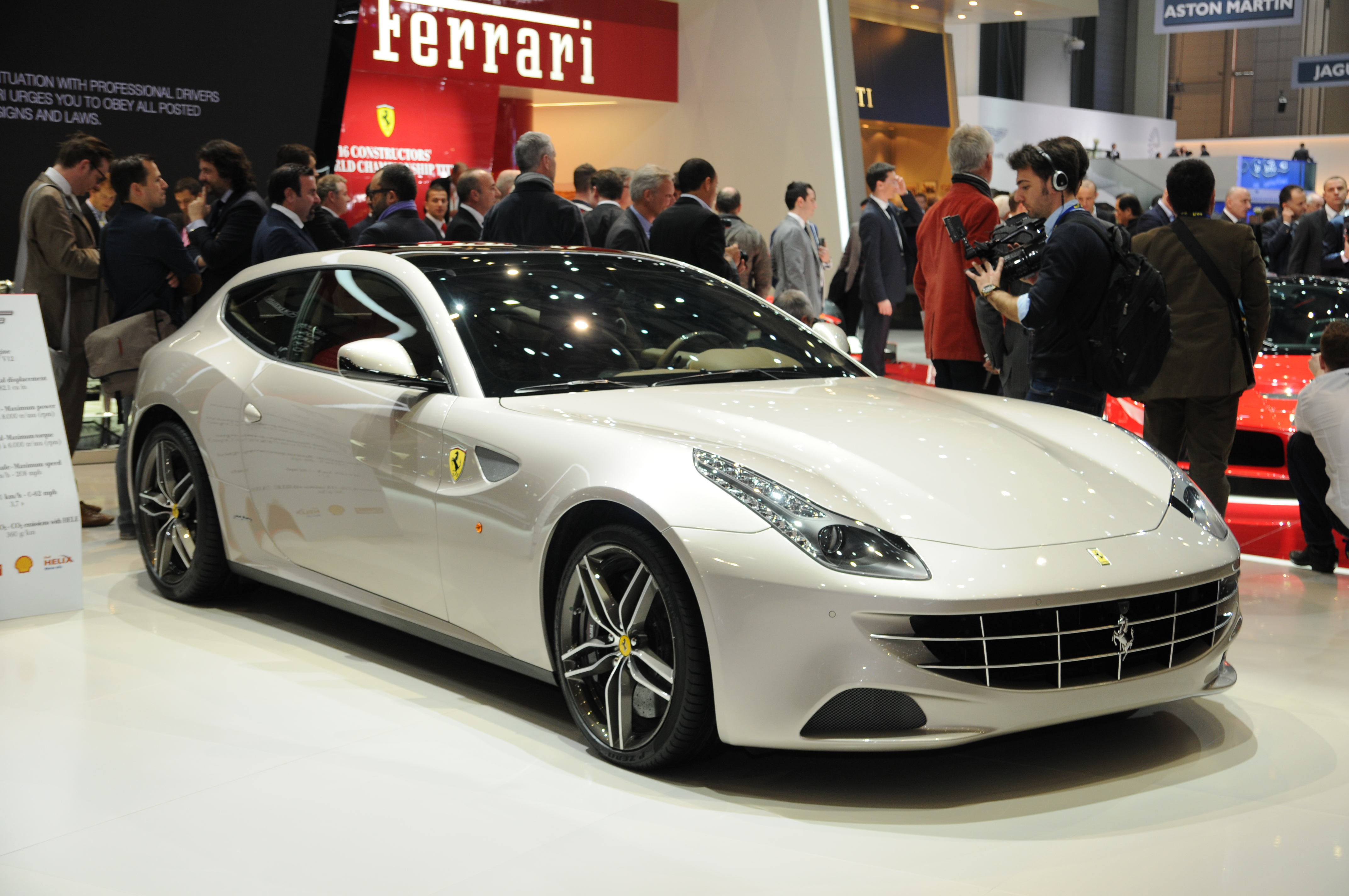
Ferrari FF
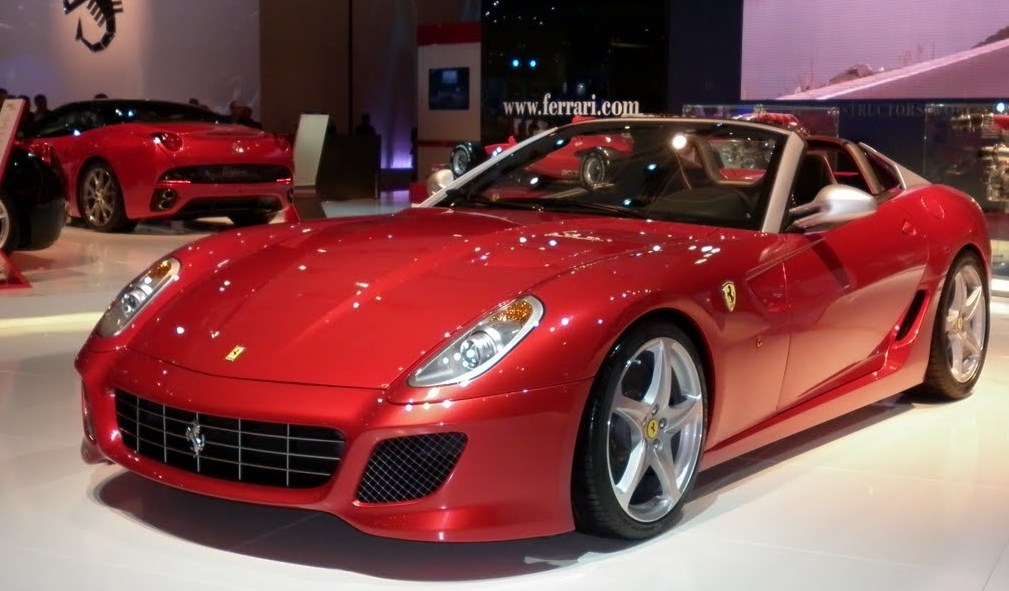
Ferrari SA Aperta
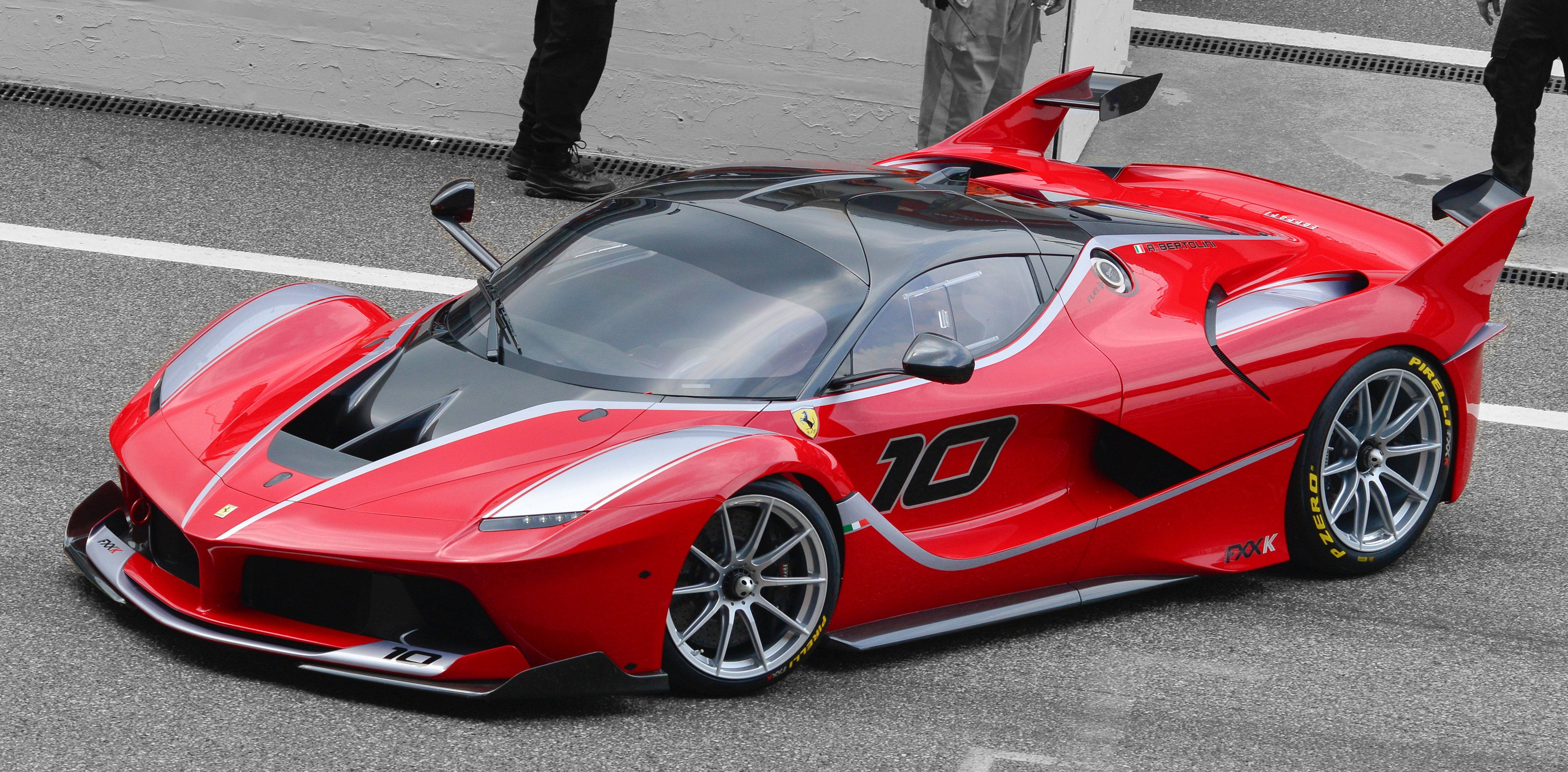
Ferrari FXX K
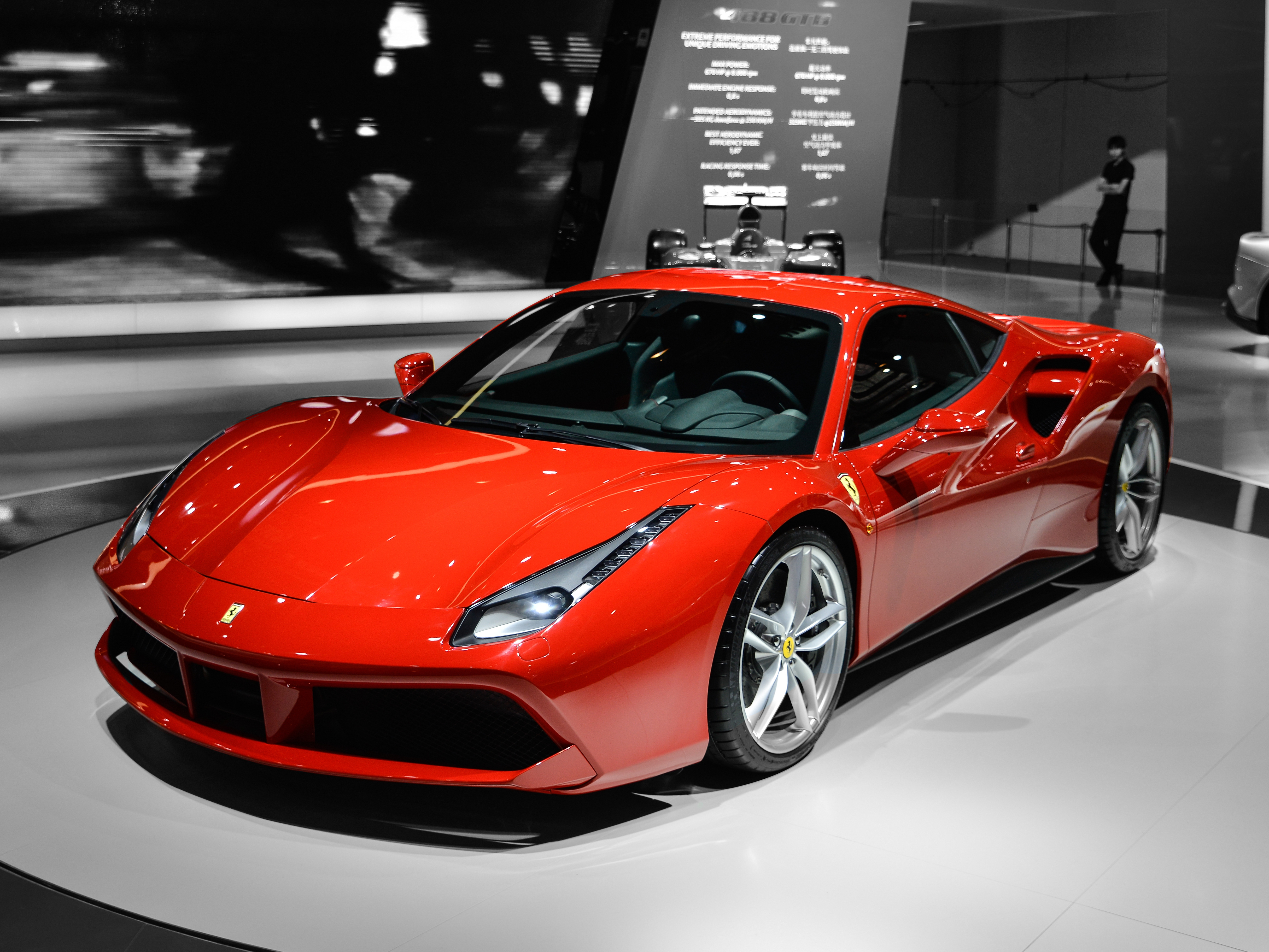
Ferrari 488
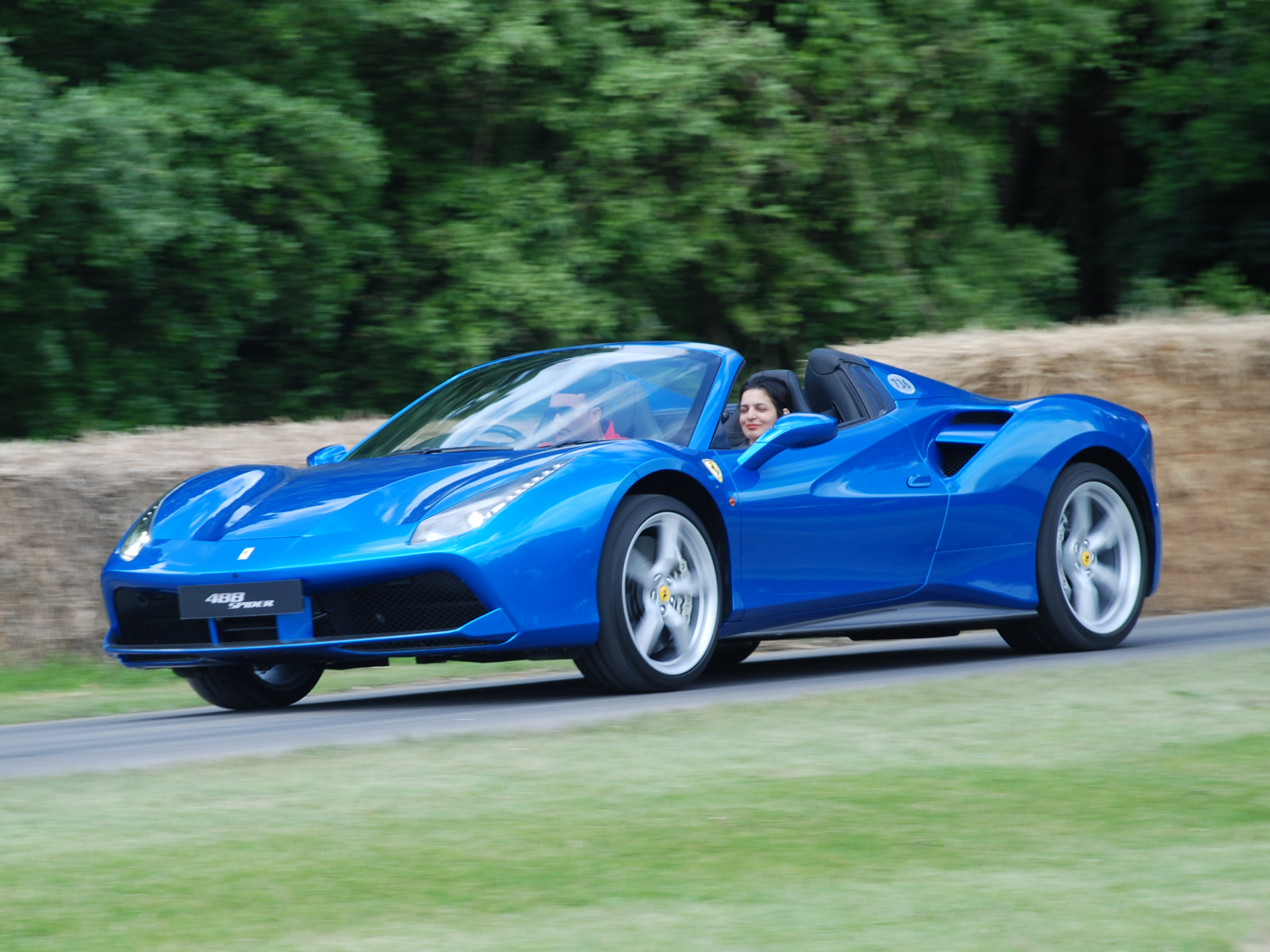
Ferrari 488 Spider

En mars 2017, la Ferrari 812 Superfast, conçue par le Ferrari Style Center dirigé par Flavio Manzoni, a été présentée au salon de Genève. En septembre, la nouvelle Ferrari Portofino est présentée au salon de Francfort.
Il supervise le projet du "New Ferrari Style Center" à l'intérieur de l'usine de production Ferrari à Maranello (Modène). Le nouveau bâtiment, inauguré le 18 septembre 2018, est réparti sur quatre niveaux avec lumière naturelle et espaces ouverts et le dernier étage contient une salle pour la présentation des projets. Le Style Center abrite également le département Tailor Made de l'entreprise. Dans le cadre de la collaboration entre Ferrari et Hublot, la maison d'horlogerie de luxe historique, il signe en 2019 le design de la montre Hublot Classic Fusion Ferrari GT, inspiré de l'univers Ferrari «Gran Turismo»[réf. nécessaire].
L'Université de Sassari lui a décerné un diplôme honorifique en philologie moderne et industrie culturelle le 28 juin 2019 et Manzoni propose une Lectio Doctoralis intitulée Ferrari Design The metalanguage of form[réf. nécessaire].
Le 28 mai 2024, l’Université de Florence lui a décerné un diplôme honorifique en design; le diplôme est décerné pour avoir contribué à l’évolution et à l’histoire du design automobile.
Le modèle Ferrari Purosangue a reçu le prestigieux Compasso d'Oro pour son design innovant le 20 juin 2024, lors d'une cérémonie à Milan. Ce prix, qui célèbre l'excellence du design du modèle et sa capacité à allier performances et raffinement esthétique, a été remis à Flavio Manzoni au nom de Ferrari, soulignant l'importance du design dans l'évolution de la marque.
Le Centre de Style Ferrari, dirigé par Flavio Manzoni, a reçu une prestigieuse récompense lors du Salon de l'Automobile de Turin 2024. L’événement s’est tenu le 13 septembre à Turin pour célébrer l’excellence du design automobile à travers l’exposition de 50 des modèles les plus emblématiques produits par l’entreprise. Le prix a été décerné pour la contribution au design automobile, récompensant les modèles distinctifs de l’équipe Ferrari, qui allient innovation, élégance et performance dans une harmonie unique. Parmi les moments forts de l’événement, la Ferrari SF90 XX Spider, exposée dans une présentation statique aux côtés d’autres modèles célèbres comme la Purosangue, la 296 GTB et la légendaire 308 GTB. Flavio Manzoni a également participé au défilé célébratif, dédié aux prototypes les plus exclusifs des grands carrossiers italiens, au volant de la Ferrari Roma Spider.

## Modèles dessinés
- Lancia Dialogos (1998)
- Maserati 3200 GT
- Seat Tango (2001)
- Lancia GT Stilnovo (2003)
- Lancia Fulvia coupé (2003)
- Lancia Ypsilon (2003)
- Lancia Musa (2004)
- Volkswagen Scirocco III (2008)
- Volkswagen Golf VI (2008)

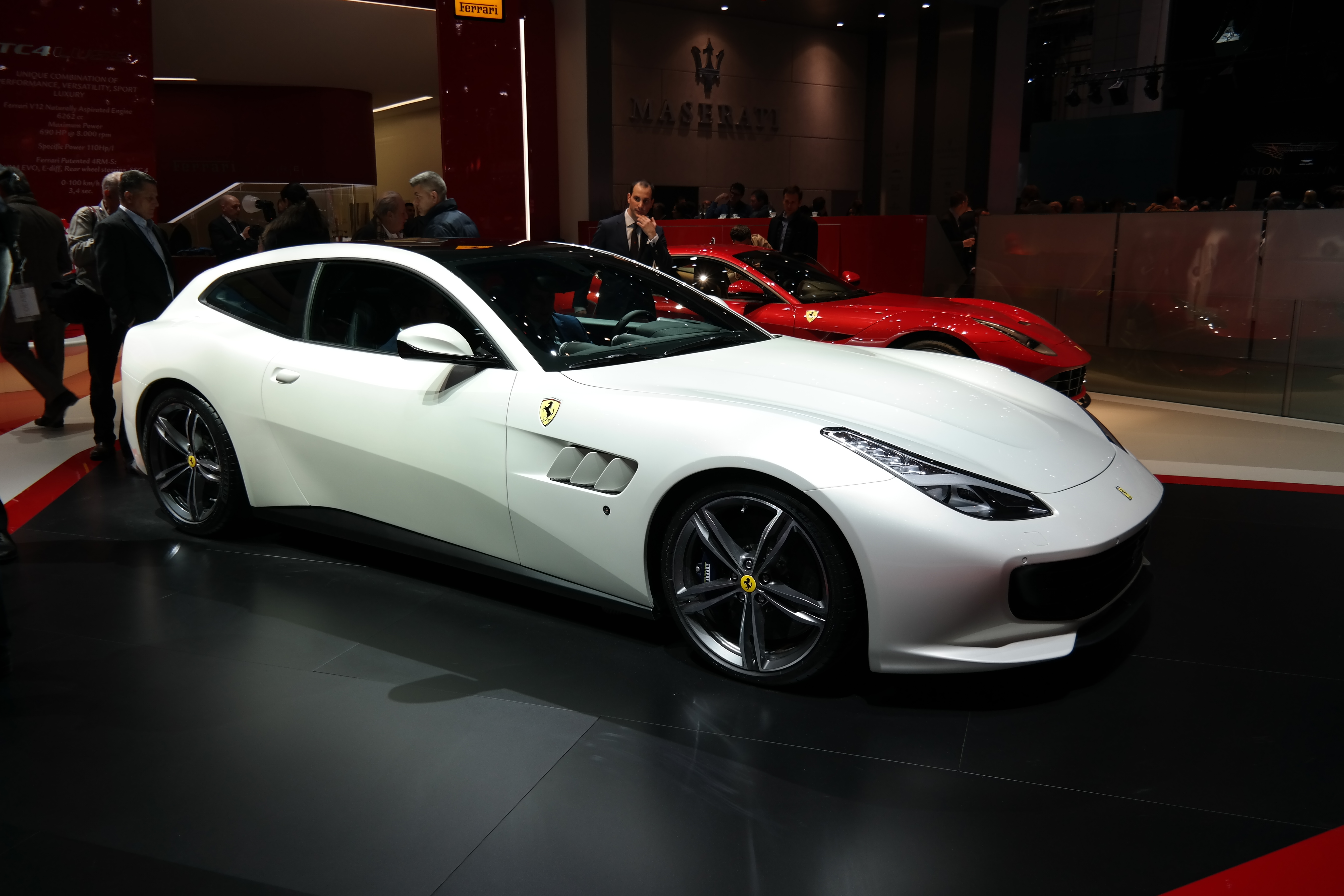
Ferrari GTC4Lusso

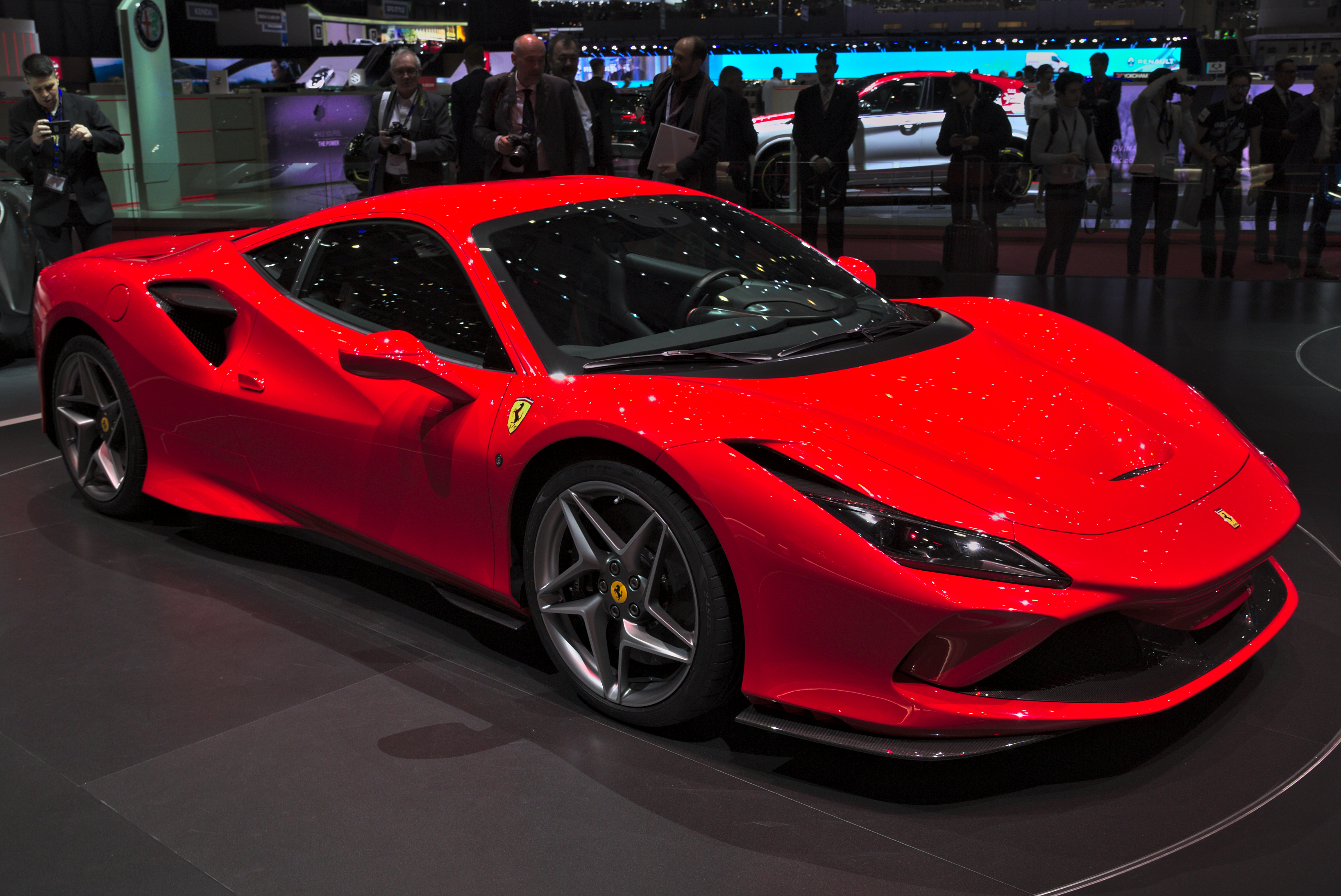
Ferrari F8 Tributo

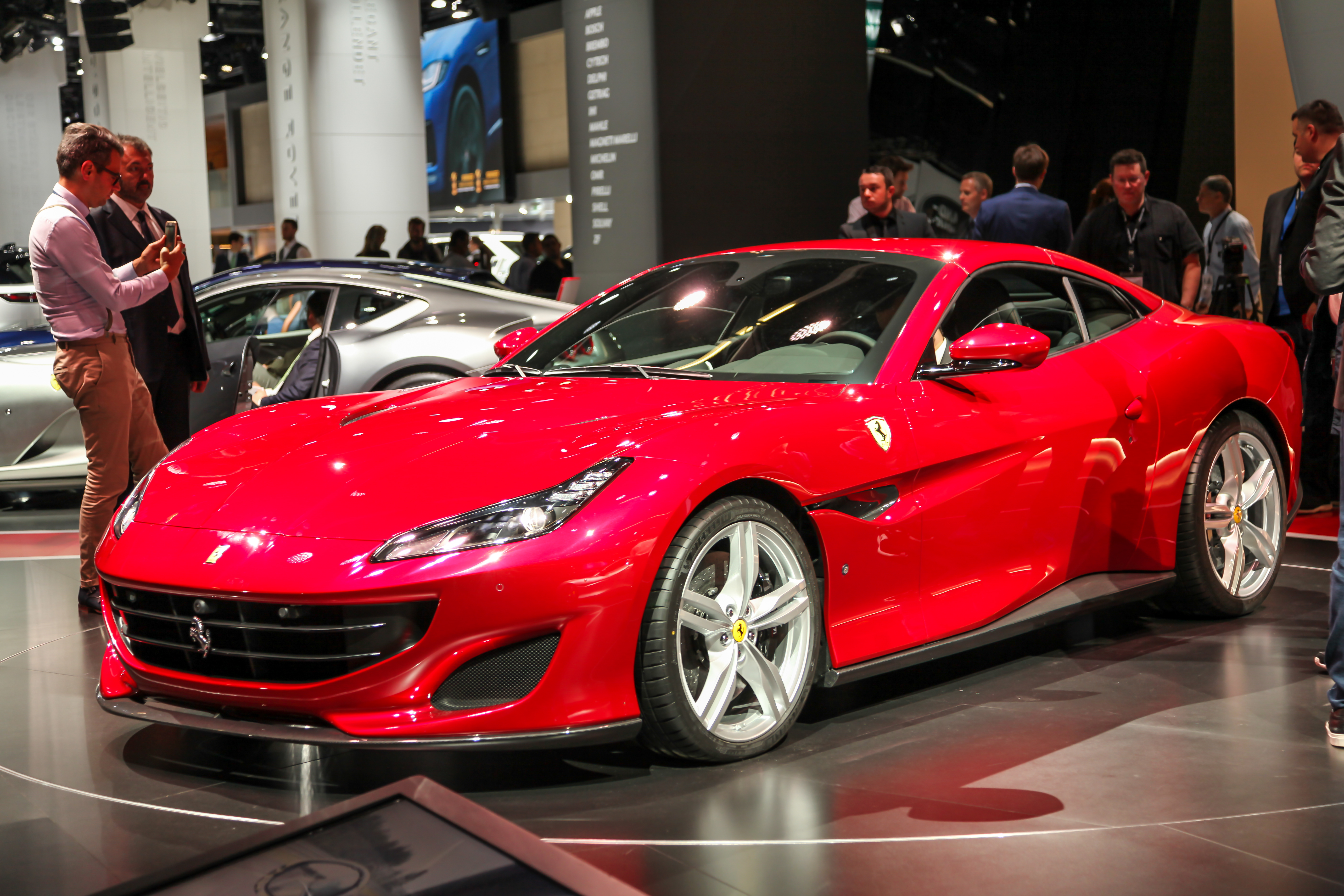
Ferrari Portofino

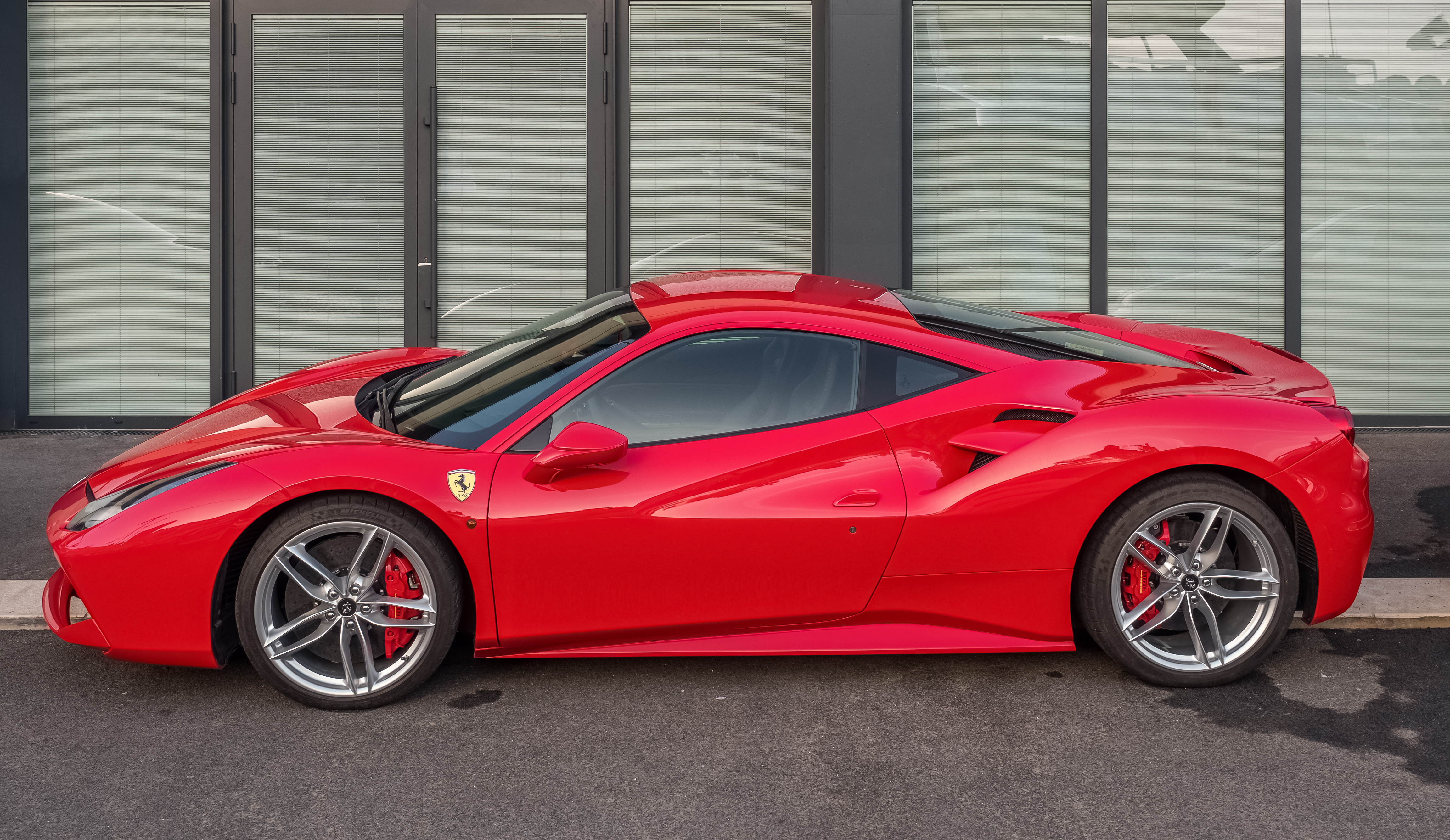
Ferrari Monaco

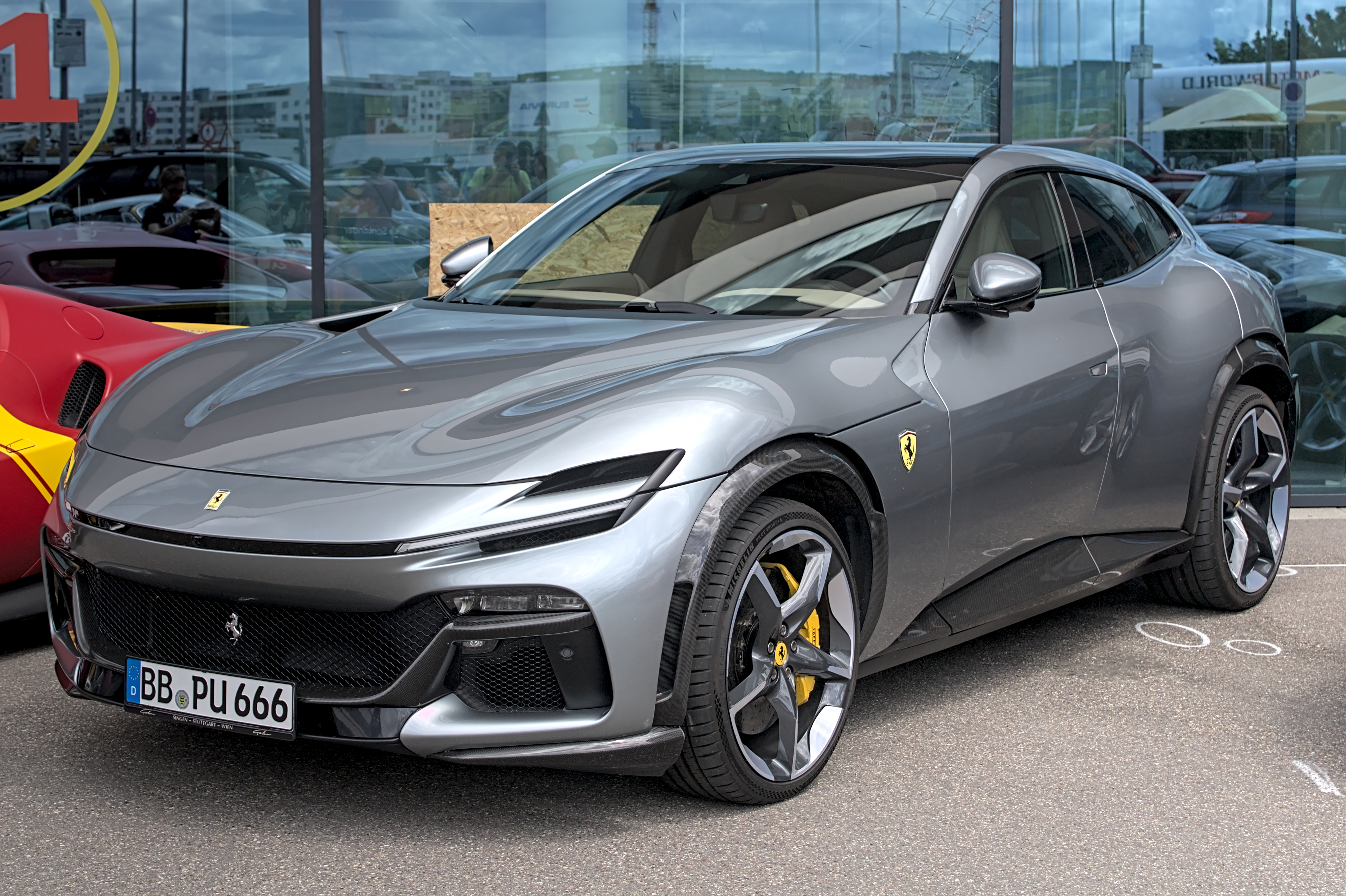
Ferrari Purosangue

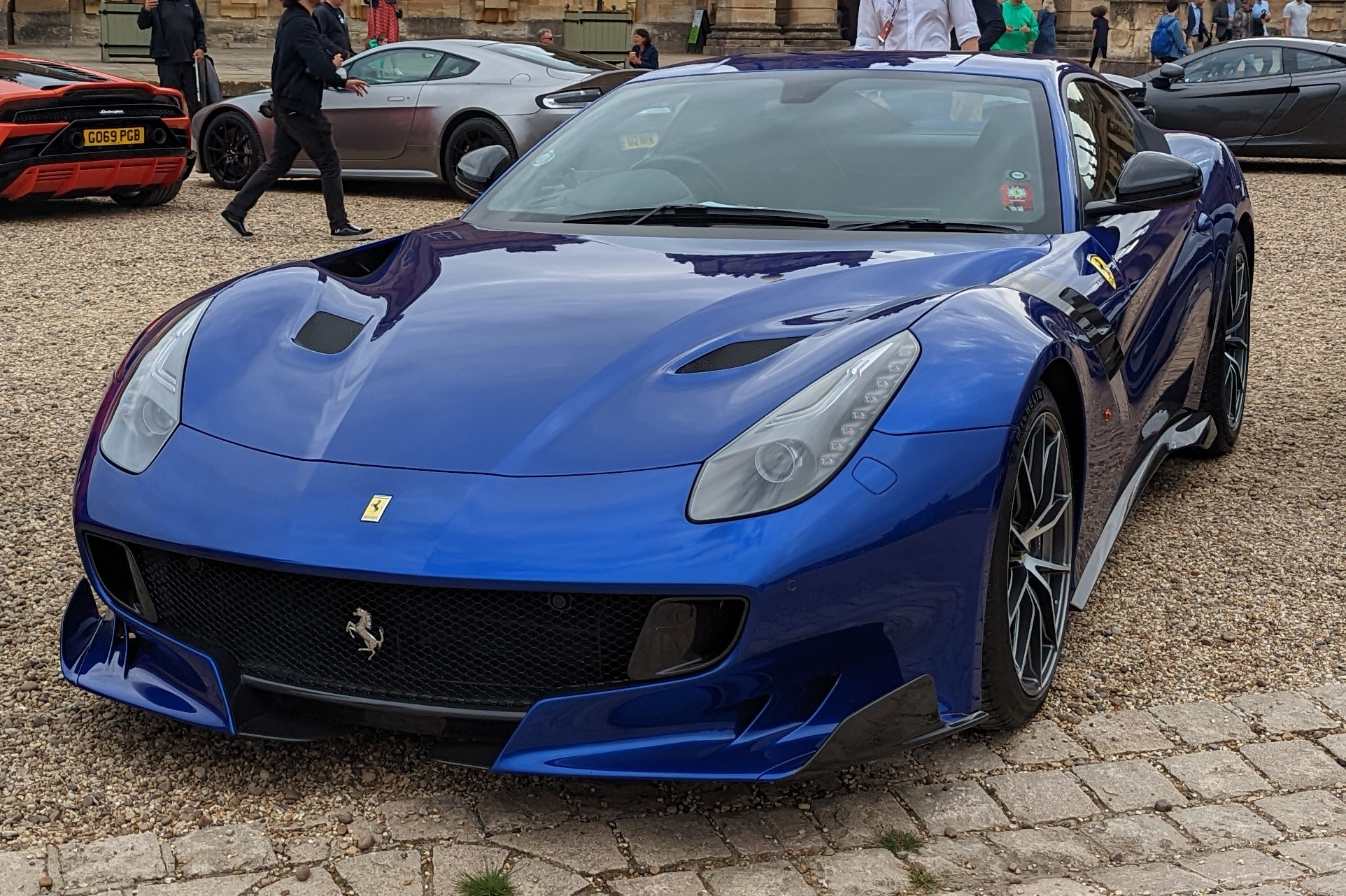
Ferrari F12 TDF

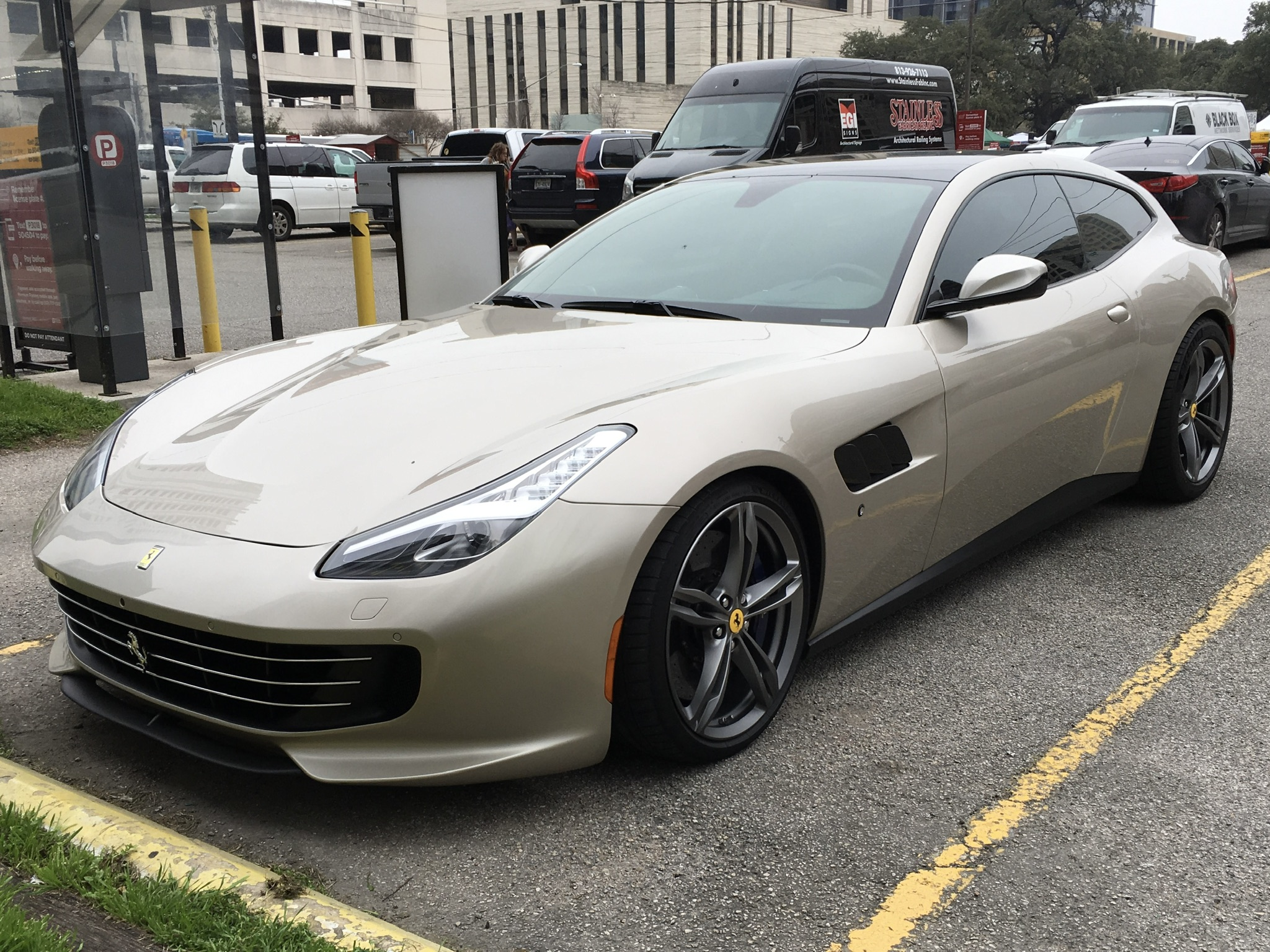
Ferrari GTC4 Lusso

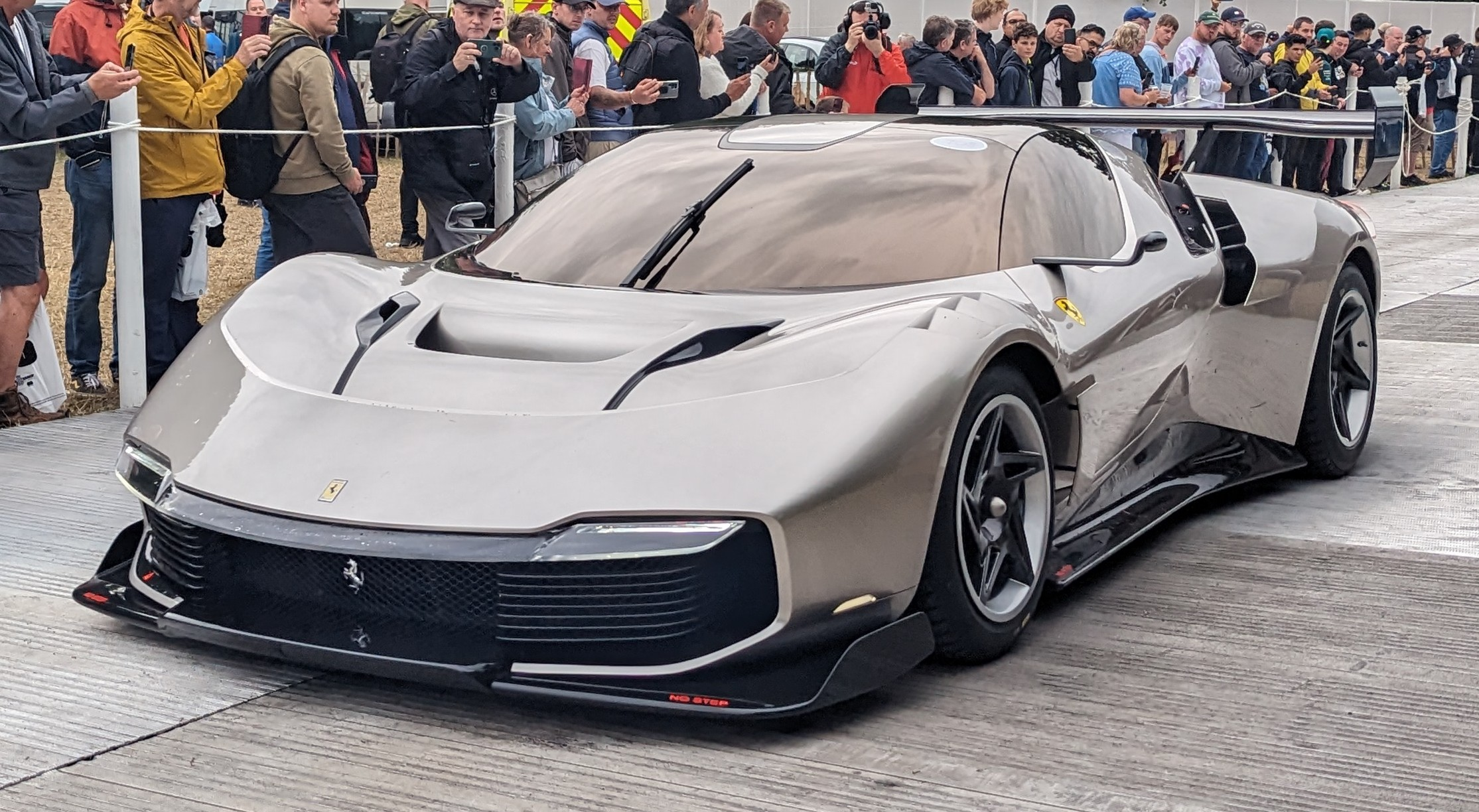
Ferrari KC23

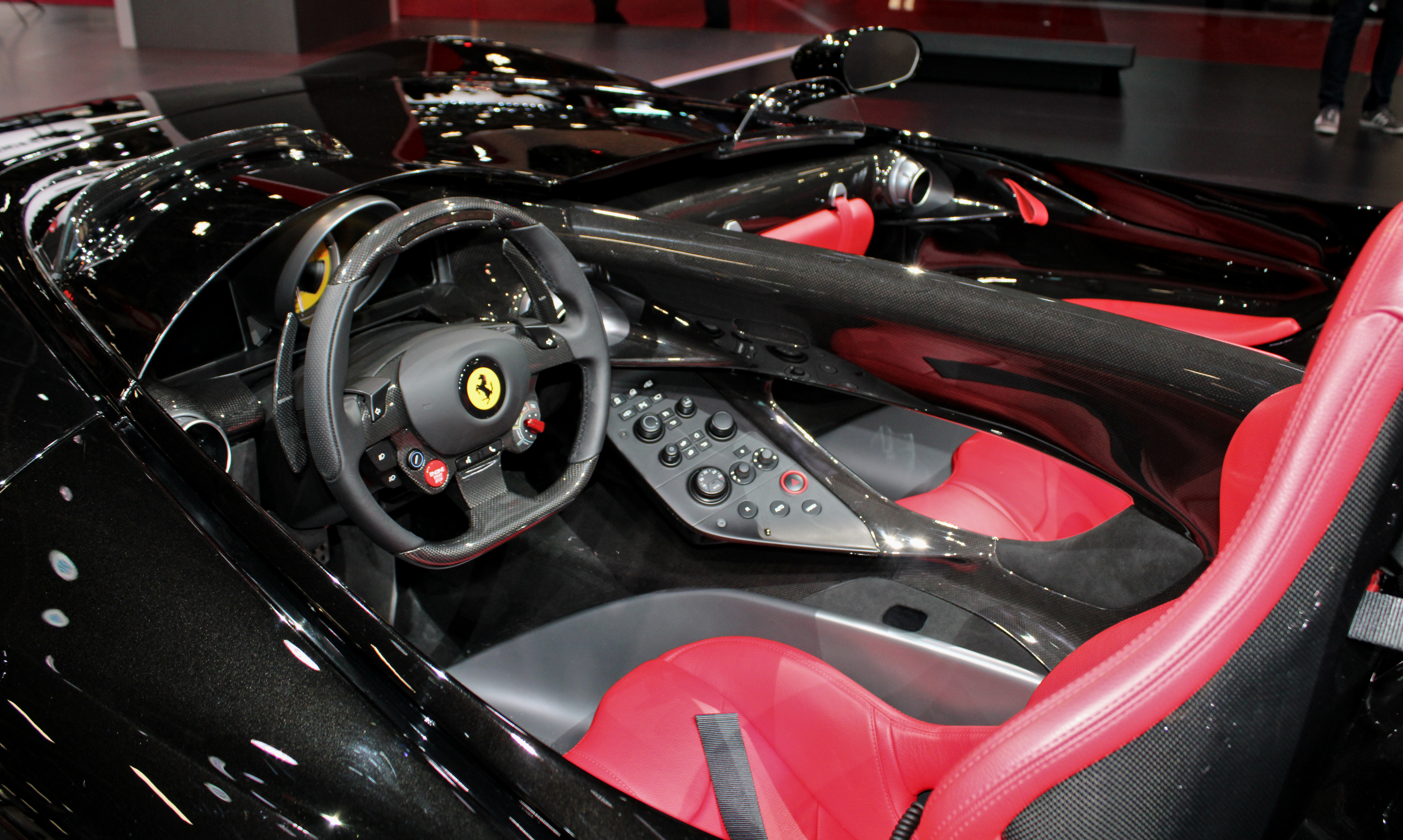
Ferrari Monza SP2

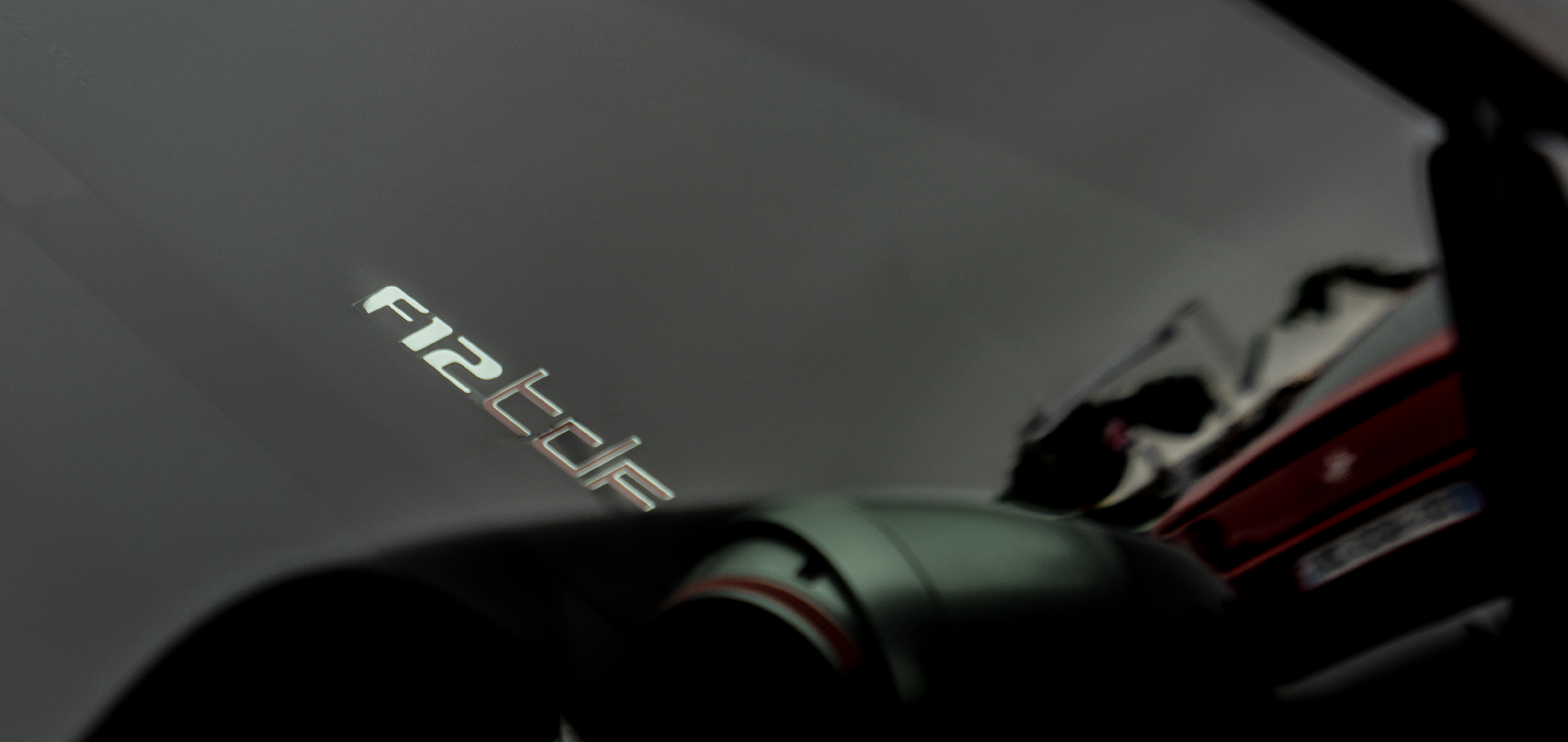
Ferrari F12 TDF

- Volkswagen BlueSport Concept (2009)
- Ferrari 599 SA Aperta (Parigi - 2010)
- Ferrari FF [F151] (Presentazione web - 2011 - con Pininfarina)
- Ferrari Superamerica 45 [SP10] (Cernobbio - 2011)
- Volkswagen Golf VII (2012)
- Ferrari F12 Berlinetta [F152] (Presentazione web - 2012 - con Pininfarina)
- Ferrari GT Aperta One-off [SP15] (2012 - con Pininfarina)
- Ferrari SP12 EC [SP12] (Maranello - 2012 - con Pininfarina)
- Ferrari SP30 [SP14] (Fiorano - 2012)
- Ferrari LaFerrari [F150] (Ginevra - 2013)
- Ferrari 458 Speciale [F142 VS] (Francoforte - 2013)
- Ferrari FFX [SP18] (2013 - con Pininfarina)
- Ferrari California T [F149M] (Maranello - 2014)
- Ferrari SP America [SP20] (2014 - con Pininfarina)
- Ferrari F12 TRS One-off [SP28] (Cavalcade Sicilia - 2014)
- Ferrari 458 Speciale A (Parigi - 2014)
- Ferrari F60 America [FNA] (Beverly Hills - 2014 - con Pininfarina)
- Ferrari FXX-K [F150 XX] (Abu Dhabi - 2014)
- Ferrari Sergio (Abu Dhabi - 2014 - con Pininfarina)
- Ferrari 488 GTB (Ginevra - 2015)
- Ferrari 488 Spider (Francoforte - 2015)
- Ferrari F12 TDF (Mugello - 2015)
- Ferrari GTC4 Lusso (Ginevra - 2016)
- Ferrari GTC4 Lusso T (Parigi - 2016)
- Ferrari 458 MM Speciale [SP32] (Fiorano - 2016)
- Ferrari LaFerrari Aperta (Parigi - 2016)
- Ferrari 488 Challenge (Daytona - 2016)
- Ferrari SP275 RW Competizione One-off (Maranello - 2016 - con Pininfarina)
- Ferrari J50 (Tokyo - 2016)
- Ferrari 812 Superfast [F152M] (Ginevra - 2017)
- Ferrari FXX-K EVO [F150 EVO] (Mugello - 2017)
- Ferrari Portofino [F164] (Francoforte - 2017)
- Ferrari 488 Pista [F142M VS] (Ginevra - 2018)
- Ferrari GS cinquanta [SP37] (Maranello - 2018 - con Pininfarina)
- Ferrari SP38 One-off (Fiorano - 2018)
- Ferrari 488 Pista Spider [F142M VS Spider] (Pebble Beach - 2018)
- Ferrari Monza SP1 [F176] (Maranello - 2018)
- Ferrari Monza SP2 [SP40] (Maranello - 2018)
- Ferrari SP3JC [SP39] (Fiorano - 2018)
- Ferrari P80/C [SP36] (Maranello - 2019)
- Ferrari F8 Tributo [F142M FL] (Maranello - 2019)
- Ferrari SF90 Stradale [F173] (Maranello - 2019)
- Ferrari F8 Spider [F142M FL Spider] (Maranello - 2019)
- Ferrari 812GTS [F152M RHT] (Maranello - 2019)
- Ferrari 488 Challenge EVO [F142 CHP EVO] (Mugello - 2019)
- Ferrari F169 [Roma] (Roma - 2019)
- Ferrari Portofino M [F164 FL] (Maranello - 2020)
- Ferrari Omologata One-off [SP43] (Fiorano - 2020)
- Ferrari SF90 Spider [F173 Spider] (Presentazione web - 2020)
- Ferrari 812 Competizione [F152M VS] (2021)
- Ferrari 812 Competizione A [F152M VS Targa] (2021)
- Ferrari 296 GTB [F171 Coupé] (2021)
- Ferrari Daytona SP3 [F150 BD] (2021)
- Ferrari BR20 [SP46] (Presentazione web - 2021 - con GranStudio)
- Ferrari 296 GTS [F171 Spider] (2022)
- Ferrari SP48 Unica [SP48] (Fiorano - 2022)
- Ferrari Purosangue (Lajatico - 2022)
- Ferrari SP51 One-off (Maranello - 2022)
- Ferrari 499P (Imola - 2022)
- Ferrari GT Vision (Montecarlo - 2022)
- Ferrari SF90 XX Stradale (2023)
- Ferrari SF90 XX Spider (2023)
- Ferrari KC23 (2023)
- Ferrari12Cilindri (2024)

### FBX - Ferrari Brand Extension
- Poltrona Cockpit (2017)
- Ferrari/Hublot Techframe (Basilea - 2017)
- Ferrari/Hublot Classic Fusion GT (Basilea - 2019)
- RM UP-01 Ferrari/Richard Mille (2022)

### Building
- Nuovo Centro Stile (Maranello - 2018)